# Targeted Advertising

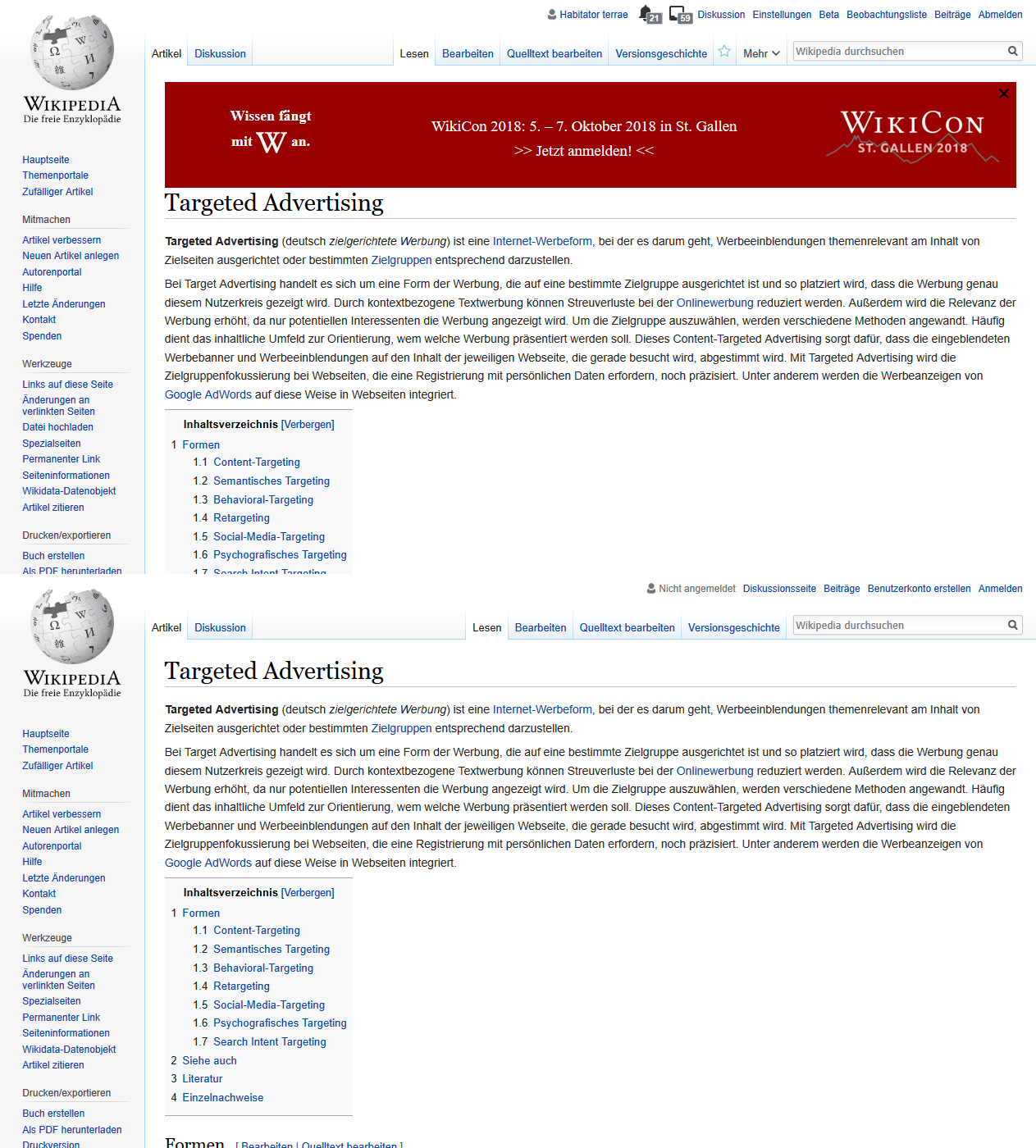
Vergleich zwischen einer Ansicht eines angemeldeten Wikipedia Benutzers (oben), mit der eines unangemeldeten (unten) am 25. August 2018: Der angemeldete Benutzer sieht eine Werbung für die WikiCon, der unangemeldete nicht.

Targeted Advertising (deutsch zielgerichtete Werbung) ist eine Internet-Werbeform, bei der es darum geht, Werbeeinblendungen themenrelevant am Inhalt von Zielseiten ausgerichtet oder bestimmten Zielgruppen entsprechend darzustellen.
Bei Target Advertising handelt es sich um eine Form der Werbung, die auf eine bestimmte Zielgruppe ausgerichtet ist und so platziert wird, dass die Werbung genau diesem Nutzerkreis gezeigt wird. Durch kontextbezogene Textwerbung können Streuverluste bei der Onlinewerbung reduziert werden. Außerdem wird die Relevanz der Werbung erhöht, da nur potenziellen Interessenten die Werbung angezeigt wird. Um die Zielgruppe auszuwählen, werden verschiedene Methoden angewandt. Häufig dient das inhaltliche Umfeld zur Orientierung, wem welche Werbung präsentiert werden soll. Dieses Content-Targeted Advertising sorgt dafür, dass die eingeblendeten Werbebanner und Werbeeinblendungen auf den Inhalt der jeweiligen Webseite, die gerade besucht wird, abgestimmt wird. Mit Targeted Advertising wird die Zielgruppenfokussierung bei Webseiten, die eine Registrierung mit persönlichen Daten erfordern, noch präzisiert. Unter anderem werden die Werbeanzeigen von Google AdWords auf diese Weise in Webseiten integriert. Ein großer Teil des Targeted Advertising geschieht allerdings ohne Registrierungen und basiert auf der Nutzerverfolgung mit Cookies oder Canvas Fingerprinting.
Targeted Advertising wird vor allem kritisiert aufgrund der daraus resultierenden Massenüberwachung und dem so entstandenen Überwachungskapitalismus. Es ist nachgewiesen, dass sich auch Staatstrojaner Targeted Advertising zunutze machen. Weitere Kritikpunkte sind die Beförderung des Konsums und die Befeuerung der globalen Erwärmung.

## Formen
Es gibt verschiedene Formen des Targeting. Man unterscheidet zwischen:

### Content-Targeting
Content-Targeting bildet die einfachste Form des Targeting. Dabei wird Werbung in einem passenden Umfeld geschaltet. Beispielsweise wird auf einer Seite für Autotuning Werbung für Autos verschiedener Hersteller gemacht.

### Semantisches Targeting
Der nächste Schritt ist das sogenannte semantische Targeting. Hier wird ebenfalls Werbung in einem dazu passendem Umfeld geschaltet, jedoch wird dabei versucht, innerhalb einer Inhaltsrubrik Unterschiede auszumachen. Wurde oben noch Fahrzeugwerbung gleich welches Anbieters auf inhaltlich passenden Seiten gezeigt, wird beim semantischen Targeting beispielsweise versucht, Werbung für Kleinbusse auf einer Website zu schalten, auf der sich der User gerade große, familienfreundliche Autos anschaut. Solche einfachen Online-Targeting-Formen ermöglichen nur die auf den User abgestimmte Werbung auf der Seite, auf der er sich gerade befindet. Hierfür werden meist nur HTTP-Cookies genutzt. Dazu wird ein vorhandener Cookie ausgelesen, die Historie analysiert und passende Werbung ermittelt. Zusätzlich wird die werbetreibende Webseite mit linguistischen Mitteln und taxonomisch aufgebauten Datenbanken automatisch gescannt und analysiert, um Werbung in einem relevanten Umfeld zu ermöglichen.

### Behavioral-Targeting
Die logische Weiterentwicklung der beiden zuvor beschriebenen Online-Targeting-Formen nennt sich Behavioral-Targeting. Auch hier werden technische Daten ausgelesen, jedoch werden zusätzlich verschiedene Merkmale herangezogen und berücksichtigt. So können zum Beispiel besuchte Seiten Hinweise auf das Verhalten bzw. Interessensgebiet des Nutzers geben. Auch installierte Schriftarten oder Plug-Ins können auf ein potenzielles Kaufverhalten eines Users hinweisen. Die Gesamtheit dieser Merkmale und technischen Daten ergibt ein dynamisches Verhaltensprofil, welches kontinuierlich wächst und angepasst wird. Nicht nur das aktuelle, sondern auch das längerfristige Interesse von Surfern kann beim Behavioral-Targeting berücksichtigt werden.

### Retargeting
Beim Retargeting versuchen die Dienstleister, verloren gegangene Kunden im Internet zu finden und Produkte anzubieten, welche die Kunden sich vorher bei Onlineportalen angeschaut haben. Hier werden die gleichen Techniken wie beim Behavioral-Targeting angewendet. So wird versucht, das gleiche Produkt über Wochen hinweg an den User zu vermitteln. Über Cookies lässt sich das Surfverhalten und die Interessen des jeweiligen Benutzers studieren. Besucht der Benutzer beispielsweise einen Online-Shop und verlässt diesen dann wieder, ohne etwas zu kaufen, kann dieser Benutzer später durch Retargeting mit zielgerichteter Werbung desselben (oder eines ähnlichen Shops) angesprochen werden. Die Vielzahl an gesammelten Informationen erlauben ein detailliertes Profil der Zielperson und wird ergänzt durch Elemente des semantischen Targetings.

### Geotargeting
Auch das Geotargeting spielt bei dieser Form der Werbung eine Rolle. Die IP-Adresse eines Benutzers liefert einige geografische Informationen, die durch Proxys oder andere Informationen verfeinert werden kann und einen Aufschluss auf die Lokalisation des Benutzers ermöglicht, wobei auch hier wiederum Cookies als Informationsquelle herangezogen werden können. Mögliche weitere Informationsquellen stellen hierbei der GPS-Receiver eines Smartphones, verbundene Sendemasten oder das Profil benachbarter Wi-Fi-Netzwerke dar.

### Social-Media-Targeting
Eine neue Targeting Form stellt das Social-Media-Targeting (auch Social Targeting genannt) dar. Dieses kombiniert sämtliche Formen des Targeting und ermöglicht somit eine noch detailliertere Zielgruppen-Identifikation, wodurch jeder User nur die für ihn relevante Werbung eingeblendet bekommt. Facebook nutzte als erstes großes Soziales Netzwerk eine eigens entwickelte Social Media Targeting-Technologie und ermöglichte somit das Einblenden von personalisierter Werbung.

### Search Intent Targeting
Mit Search Intent Targeting werden Nutzer auf einer Webseite in Echtzeit zielgerichtet mit Werbung angesprochen, noch während sie auf dieser Seite suchen. Dabei umfasst das Search Intent Targeting nicht die Suche innerhalb von Suchmaschinen wie Google oder Bing, sondern lediglich innerhalb anderer Webseiten. Diese Targetingmethode funktioniert entweder komplett cookiefrei oder mithilfe von Cookies auf Basis der Suchhistorie der Nutzer.